# Lista chorążych reprezentacji Kamerunu na igrzyskach olimpijskich
Lista chorążych reprezentacji Kamerunu na igrzyskach olimpijskich – lista zawodników i zawodniczek reprezentacji Kamerunu, którzy podczas ceremonii otwarcia nowożytnych igrzysk olimpijskich nieśli flagę Kamerunu.

## Chronologiczna lista chorążych
| Lp. | Rok i miejsce        | Chorąży                 | Dyscyplina           |
| --- | -------------------- | ----------------------- | -------------------- |
| 1   | 1964, Tokio          | b.d.                    |                      |
| 2   | 1968, Meksyk         | b.d.                    |                      |
| 3   | 1972, Monachium      | Gaston Malam            | Lekkoatletyka        |
| 4   | 1976, Montreal       | b.d.                    |                      |
| 5   | 1980, Moskwa         | b.d.                    |                      |
| 6   | 1984, Los Angeles    | Issa Hayatou            |                      |
| 7   | 1988, Seul           | b.d.                    |                      |
| 8   | 1992, Barcelona      | b.d.                    |                      |
| 9   | 1996, Atlanta        | Georgette N'Koma        | Lekkoatletyka        |
| 10  | 2000, Sydney         | Cécile Ngambi           | Lekkoatletyka        |
| 11  | 2002, Salt Lake City | Isaac Menyoli           | Biegi narciarskie    |
| 12  | 2004, Ateny          | Vencelas Dabaya         | Podnoszenie ciężarów |
| 13  | 2008, Pekin          | Franck Martial Moussima | Judo                 |
| 14  | 2012, Londyn         | Laure Ali               | Zapasy               |
| 15  | 2016, Rio            | Wilfried Ntsengue       | Boks                 |
| 16  | 2020, Tokio          | Joseph Essombe          | Zapasy               |
| 16  | 2020, Tokio          | Albert Mengue           | Boks                 |